# Mengkukuo
Mengkukuo vagy másik nevén Mengjiang (kínaiul: 蒙古國) egy 1936–1945 között fennálló japán bábállam volt a Belső-mongol területen (Chahar és Suiyuan tartományokból állt). A főváros Kalgan volt (mai nevén Zhangjiakou). A mongol nemesség Demchugdongrub herceggel az élen irányította az államot. Az állam az 1945-ös japán kapitulációig létezett.                  Keleten Mandzsukuóval, északról Mongóliával, Nyugatról Shanxi, Délről pedig a Kínai Köztársasággal volt határos.
Egyes helyeken hívták Mengguguo-nak vagy Mongkukuo-nak is (a másik bábállam, Mandzsukuo miatt). Az államot azért hozták létre a japánok, hogy a helyi mongolok támogatását elnyerve destabilizálják Mongóliát és hogy legyen egy biztos pont, ahonnan csapást tudnak mérni a kommunista államra és a többi kínai területre.
A japánok erősen támogatták Dzsingisz kán kultuszát és a pánmongol nemzeti tudatot, ez viszont a bábállam népére nem volt nagy hatással, ugyanis a népességnek csak töredéke volt ténylegesen mongol, elsöprő többségét valójában han kínaiak alkották, akik magát a japán befolyást is gyűlölték. Az országnak – katonai szerepet tekintve – nagy szerepe nem volt a második kínai-japán háború és a második világháború alatt sem. Mengkukuo habár harcban állt Japán összes ellenfelével, de gyakorlatban sosem viselt hadat sem Mongólia, sem a kínai hadúri államok, de még csak az 1945-ben bevonuló szovjet-mongol haderő ellen sem.
1945-ben a szovjet csapatok szállták meg a térséget és az állam mindenféle és fajta ellenállás nélkül elbukott (a hadsereg vagy dezertált vagy átállt a szovjetek oldalára.)

## Háttér
Japán 1931-ben megszállta Mandzsúriát, és létrehozta Mandzsukuo bábállamát. Ezután a birodalom arra törekedett, hogy nagyobb és biztosabb pontot tudjon birtokolni a térségben, erre a célra kapóra jött a Belső-Mongóliában elnyomott, erős nemzeti érzéseket tápláló mongolok. A térségben a japánok erőteljesen terjesztették a mongol nemzeti öntudatot (pánmongolizmus) és Dzsingisz kán kultuszát (remélve, hogy a helyieknek elnyerik a lojalitását)
1936-ban a japánok, akik már egy ideje határmenti harcokat folytattak a kínaiakkal, megszállták a Kínához tartozó Belső-Mongólia területének egy kisebb részét, ahol 1936 szeptemberében kiáltották ki az „önálló” mongol kormányt. A következő évben már nyíltan kitört az ún. második kínai–japán háború.
A háborúban az ország – ekkor még kormányzat – gyakorlatban hadat viselt Kína ellen, de japán segítség nélkül esélyük sem lett volna Chahar és  Suiyuan területeket elfoglalni (Taiyuani csata, Suiyuan hadjárat stb) Ebből a két tartományból gyúrták össze és tervezték meg az új bábállamot, melynek élére az anno megbukott Csing-dinasztia gyámsága alatt élő mongol herceget, a kormányzat fejét és a mozgalom vezérét, Demchugdongrub-ot tervezték ültetni.
Mengkukuo leszövetkezett Japánnal , aki katonailag és ellátmányban is támogatták a bábkormányt.

## Államigazgatás
Az ország japán bábállam volt, katonai diktatúrával. A tényleges hatalmat a mongol minisztereket helyettesítő japán miniszterek gyakorolták korlátlanul, csak úgy mint Mandzsukuóban. A japán birodalmi hadsereg feloszlatott minden olyan pártot, tevékenységet, bezárattak minden olyan intézményt, ami japán-ellenes volt.
Demchugdongrub herceg csak első látszatra állt az ország élén, valójában csak ceremoniális szerep volt és a japánt éltető katonai vagy más fesztiválokon jelent meg és tevékenykedett.

## Gazdasága
Infrastruktúráját és a mezőgazdaságát tekintve az állam elmaradottabb volt Mandzsukuo szomszédjánál, viszont a térség sokkal gazdagabb volt az ásványkincsekben, mint szomszédja. Ennek köszönhetően a japánok több bányászati és ipari központot és központi hálózatot hoztak létre.
1940-ben több mint 10 000 tonna szenet bányásztak ki, amit azután a japán anyaországba exportáltak. 1941-ben ez a szám 58 000-re nőtt.
1937-ben a japánok által létrehozott Mengjiangi Bank kiadta az ország fizetőeszközét, a mengjiangi jüant (ami hasonlított a mandzsukuói jüanhoz.) Majd 1938-ban bevezették az érméket, ezek voltak a Chiao/Jiao-k.

## Mengkukuo hadereje
A Mengjiangi Nemzeti Hadsereg a japánok által létrehozott katonai alakulat volt. A hadsereg feladata Mongólia és más észak-kínai térségek elleni japán műveletek támogatása, illetve Mengjiang területén a rendfenntartása és a herceg védelme volt.
A hadsereg összlétszáma mindössze 10-15 000 főt tett ki, zömében han kínaiak alkották. A haderő felszereltsége rendkívül elmaradott volt a Japán Birodalmi Hadsereghez, sőt még Mandzsukuo seregéhez képest is.
Mengkukuo hadserege nem rendelkezett repülőgépekkel, harckocsikkal és páncéltörő ágyúkkal, ráadásul a katonák ruházata is igen rossz minőségűnek számított. A haderő viszont fel volt szerelve könnyű- és közepes géppuskákkal, aknavetőkkel, valamint kisszámú légvédelmi géppuskával és tüzérségi lövegekkel. A lovasság nagyon nagy szerepet kapott és igazából ez volt az egyetlen ütőképes egységük.
1942-ben megnőtt a hadsereg létszáma 5 hadosztállyal, melyet védelmi erőnek szántak, de ezek inkább milíciák voltak. Az 1945-ös szovjet támadáskor a mengkukuói sereg zöme vagy dezertált, vagy átállt az oroszok oldalára, illetőleg fellázadt a japánok ellen.

## Bukása
Az állam mindvégig a japánok oldalán harcolt. Mikor a szovjetek végleg elfoglalták Mandzsúriát, lehetett tudni, hogy Mengkukuo vagy Mengjiang az utolsó hónapjait éli.
A kis állam 1945. augusztus 19-én kapitulált, miután a  szovjet Vörös Hadsereg és a mongol hadsereg is bevonult a térségbe. Ma a Kínai Népköztársaság autonóm tartományát képző Belső-Mongólia része.